# Cândești (Dâmbovița)
Cândeşti é uma comuna romena localizada no distrito de Dâmboviţa, na região de Muntênia. A comuna possui uma área de 52.37 km² e sua população era de 3011 habitantes segundo o censo de 2007.